# Thaana
Thaana o  tāna es el sistema de escritura del idioma divehi, hablado en Maldivas. Las vocales vienen del alfabeto árabe, pero en vez de tener muchas formas por cada consonante como el árabe, el thaana solo tiene una forma. Esta también posee un extenso sistema de escritura de fonemas: con unas pequeñas excepciones, la lectura puede ser predicha por su pronunciación, y su pronunciación de su lectura. Es también fácil sacar una romanización de la escritura para el divehi.
Los orígenes del thaana son únicos con respecto a los sistemas de escrituras del mundo: Las primeras nueve letras (h-v) son derivadas de los numerales árabes, mientras que los siguientes nueve (m-d) son los numerales nativos del Índico. (Ver números hindo-arábigos). Las letras restantes (z-ch) son prestados lingüísticamente y las que siguen son una transliteración del alfabeto árabe aplicado al divehi, que son similares fonéticamente a las consonantes nativas con diferencia de los diacríticos, que con la excepción de la letra ޔ, son de origen desconocido.
El thaana como el árabe, son escritos de derecha a izquierda. Eso indica que las vocales con las marcas diacríticas se derivan del árabe. Cada letra tampoco debe marcar una vocal o un sukun (que indica "no vocal"). La letra alifu tiene tres usos: Puede ser marca de una vocal con una consonante no precedente; cuando acarrea un sukun, que indica un alargamiento de la siguiente consonante; y un alifu + sukun ocurre al final de una palabra, que indica que la palabra termina con el sonido /eh/.
El Thaana ocupa los códigos de Unicode 1920-1983 (hexadecimal 0780-07BF).
| Grafema | HTML Unicode | Nombre              | Romanización                        | valor IPA                           |
| ހ       | &1920;       | HAA                 | h                                   | /h/                                 |
| ށ       | &1921;       | SHAVIYANI           | sh                                  | /ʂ/                                 |
| ނ       | &1922;       | NOONU               | n                                   | /n/                                 |
| ރ       | &1923;       | RAA                 | r                                   | /r/                                 |
| ބ       | &1924;       | BAA                 | b                                   | /b/                                 |
| ޅ       | &1925;       | LHAVIYANI           | lh                                  | /ɭ/                                 |
| ކ       | &1926;       | KAAFU               | k                                   | /k/                                 |
| އ       | &1927;       | ALIFU               | varios                              | ver artículo                        |
| ވ       | &1928;       | VAAVU               | v                                   | /v/                                 |
| މ       | &1929;       | MEEMU               | m                                   | /m/                                 |
| ފ       | &1930;       | FAAFU               | f                                   | /f/                                 |
| ދ       | &1931;       | DHAALU              | dh                                  | /d/                                 |
| ތ       | &1932;       | THAA                | th                                  | /t/                                 |
| ލ       | &1933;       | LAAMU               | l                                   | /l/                                 |
| ގ       | &1934;       | GAAFU               | g                                   | /g/                                 |
| ޏ       | &1935;       | GNAVIYANI           | gn                                  | /ɲ/                                 |
| ސ       | &1936;       | SEENU               | s                                   | /s/                                 |
| ޑ       | &1937;       | DAVIYANI            | d                                   | /ɖ/                                 |
| ޒ       | &1938;       | ZAVIYANI            | z                                   | /z/                                 |
| ޓ       | &1939;       | TAVIYANI            | t                                   | /ʈ/                                 |
| ޔ       | &1940;       | YAA                 | y                                   | /j/                                 |
| ޕ       | &1941;       | PAVIYANI            | p                                   | /p/                                 |
| ޖ       | &1942;       | JAVIYANI            | j                                   | /ɟ/                                 |
| ޗ       | &1943;       | CHAVIYANI           | ch                                  | /c/                                 |
| ޘ       | &1944;       | TTAA                | Transliteración del árabe al divehi | Transliteración del árabe al divehi |
| ޙ       | &1945;       | HHAA                | Transliteración del árabe al divehi | Transliteración del árabe al divehi |
| ޚ       | &1946;       | KHAA                | Transliteración del árabe al divehi | Transliteración del árabe al divehi |
| ޛ       | &1947;       | THAALU              | Transliteración del árabe al divehi | Transliteración del árabe al divehi |
| *ޜ      | &1948;       | ZAA                 | Transliteración del árabe al divehi | Transliteración del árabe al divehi |
| ޝ       | &1949;       | SHEENU              | Transliteración del árabe al divehi | Transliteración del árabe al divehi |
| ޞ       | &1950;       | SAADHU              | Transliteración del árabe al divehi | Transliteración del árabe al divehi |
| ޟ       | &1951;       | DAADHU              | Transliteración del árabe al divehi | Transliteración del árabe al divehi |
| ޠ       | &1952;       | TO                  | Transliteración del árabe al divehi | Transliteración del árabe al divehi |
| ޡ       | &1953;       | ZO                  | Transliteración del árabe al divehi | Transliteración del árabe al divehi |
| ޢ       | &1954;       | AINU                | Transliteración del árabe al divehi | Transliteración del árabe al divehi |
| ޣ       | &1955;       | GHAINU              | Transliteración del árabe al divehi | Transliteración del árabe al divehi |
| ޤ       | &1956;       | QAAFU               | Transliteración del árabe al divehi | Transliteración del árabe al divehi |
| ޥ       | &1957;       | WAAVU               | Transliteración del árabe al divehi | Transliteración del árabe al divehi |
| ައ       | &1958;       | ABAFILI             | a                                   | /a/                                 |
| ާއ       | &1959;       | AABAAFILI           | aa                                  | /a:/                                |
| ިއ       | &1960;       | IBIFILI             | i                                   | /i/                                 |
| ީއ       | &1961;       | EEBEEFILI           | ee                                  | /i:/                                |
| ުއ       | &1962;       | UBUFILI             | u                                   | /u/                                 |
| ޫއ       | &1963;       | OOBOOFILI           | oo                                  | /u:/                                |
| ެއ       | &1964;       | EBEFILI             | e                                   | /e/                                 |
| ޭއ       | &1965;       | EYBEYFILI           | ey                                  | /e:/                                |
| ޮއ       | &1966;       | OBOFILI             | o                                   | /o/                                 |
| ޯއ       | &1967;       | OABOAFILI           | oa                                  | /o:/                                |
| ްއ       | &1968;       | SUKUN               | varios                              | ver artículo                        |
| ޱ       | &1969;       | NAA (dialecto Addu) | ?                                   | ?                                   |

Nota: La letra ޜ no es un carácter de transliteración del árabe al divehi. Es usado actualmente para escribir el sonido [ʒ]